# Cric

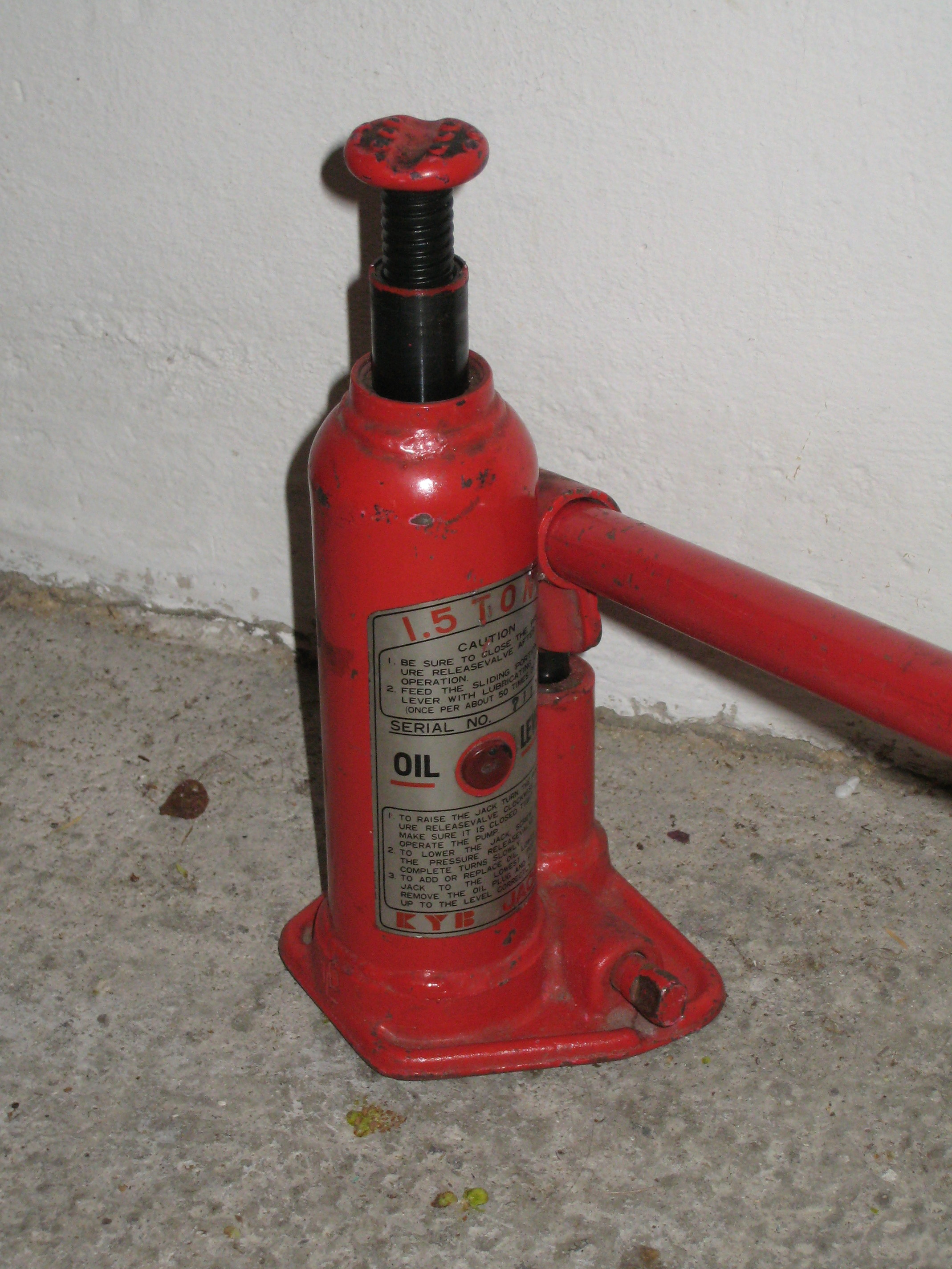
Cric idraulico del tipo detto “a bottiglia”

Il cric (dal francese cric, a sua volta dal medio alto tedesco kriec  – medio basso tedesco krich – “congegno per far muovere le macchine da guerra”) o cricco, più correttamente martinetto (o sollevatore), è un attrezzo per sollevare un veicolo a ruote, onde permettere la sostituzione di una ruota o altre manutenzioni.

## Descrizione
Può essere di tipo meccanico o di tipo idraulico, ma comunque ha una corsa verticale breve, dovendo sollevare il mezzo solo quanto basta a staccare da terra la ruota, o ambo le ruote di un lato, o le ruote sullo stesso asse, laddove lo consentano i punti di applicazione della forza, sia quelli predisposti dal costruttore ed indicati nei manuali d'uso e d'officina, sia quelli alternativi individuabili da un autoriparatore esperto (travature dello chassis laddove presente, blocchi del cambio, del differenziale ecc,). Sul cric è normalmente riportata l'indicazione del peso massimo sollevabile.
Il cric meccanico è in genere azionato da una vite, manovrata con apposita chiave, o da un meccanismo di riduzione azionato da una manovella, talvolta a cremagliera. Il cric più comune che equipaggia le automobili è quello a parallelogramma, oggi progressivamente sostituito dalla sua versione moderna a pantografo.
Il cric idraulico basato sull'applicazione del principio fisico denominato Legge di Pascal, permette di sollevare pesi maggiori, e spesso ad altezza maggiore, di quello meccanico, quali ad esempio gli autocarri, senza escludere gli enormi carrelli degli aviogetti di linea. 
Si differenzia in due famiglie:
- A bottiglia, martinetto idraulico verticale, azionato tramite una leva inseribile. La testa del cric tramite una vite può essere portata a contatto del punto di applicazione della forza, in modo che il pistone del martinetto possa sfruttare tutta la sua corsa per sollevare il mezzo. Una valvolina chiude o apre il circuito dell'olio, permettendo così di metterlo in pressione per alzare il pistone del cric, o di scaricarlo per abbassare il pistone. Il pistone può anche essere telescopico, a più segmenti.
- A carrello, utilizzato nelle autofficine e, in versione assai più piccola e di minor portata, anche nell'hobbistica. È un martinetto idraulico con applicazione della forza su un braccio mobile, montato su ruote, di cui due orientabili, e viene portato facilmente in posizione sotto il veicolo tramite il manubrio. Il manubrio costituisce anche la leva per l'azionamento del martinetto, e per comodità anche il comando della valvolina dell'olio è rinviato sul manubrio stesso, consentendone l'apertura e chiusura con una semplice rotazione. Il manubrio è agevolmente asportabile per eventuali necessità di trasporto. Esistono varie configurazioni di cric a carrello, dedicati a diverse applicazioni, a seconda della lunghezza del braccio sollevatore, della sua corsa, angolazione ecc Una versione a due bracci paralleli consente di inclinare notevolmente l'autoveicolo da un lato, al fine di intervenire sul fondo del medesimo senza ricorrere al ponte sollevatore. È prevalentemente destinato alle carrozzerie ma anche a piccoli interventi di meccanica che non richiedano il veicolo in piano.

## Galleria d'immagini

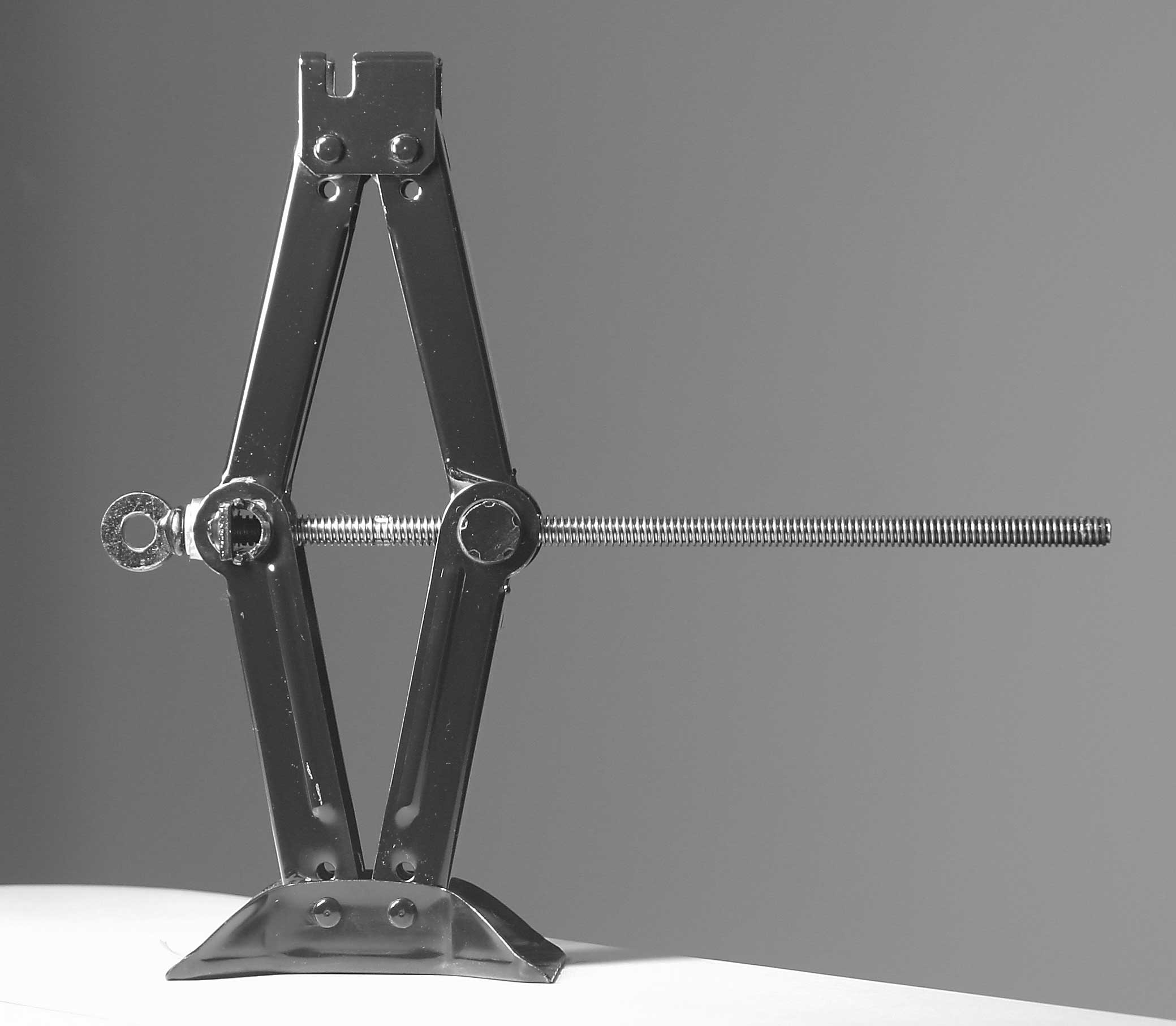
Cric a parallelogramma
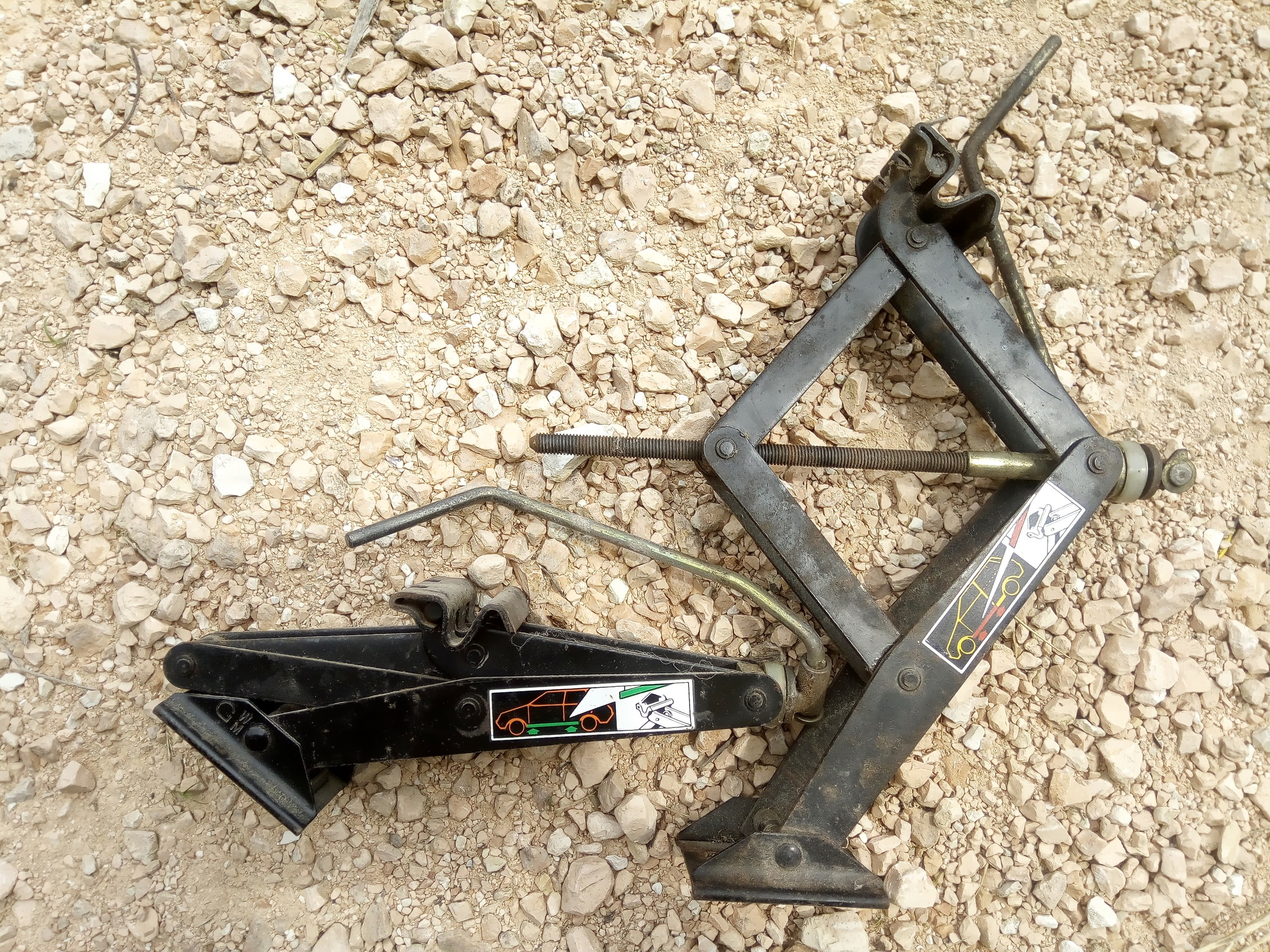
Cric a pantografo
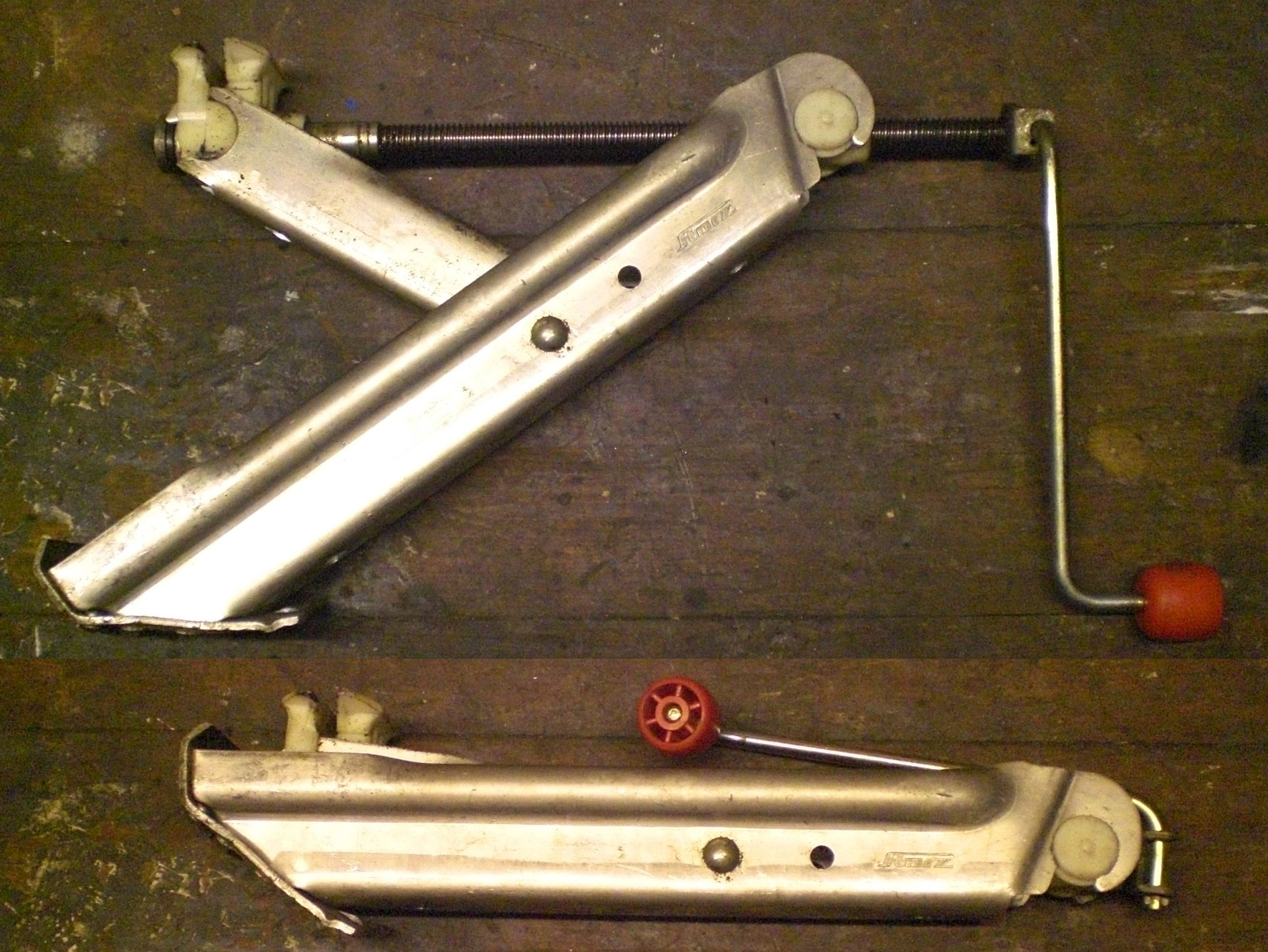
Cric moderno (mezzo pantografo)
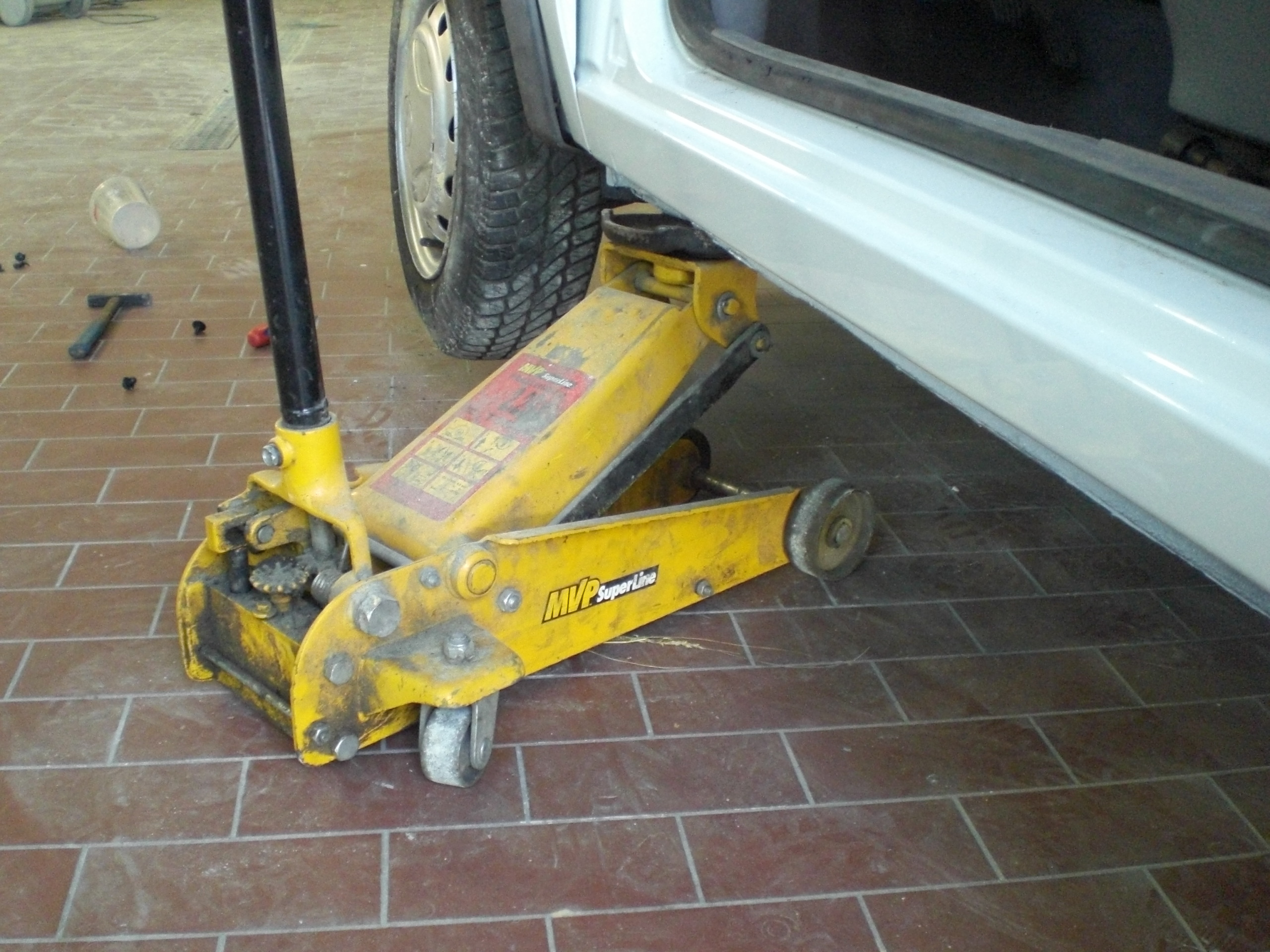
Cric a carrello

## Origine del nome
Secondo Victor Hugo viene affermato nel testo I miserabili, che il nome di questa macchina deriva da Rue Montgrueil, nei pressi delle Halles di Parigi. Il nome primitivo di questa macchina era, quindi, grueil.